# 石維嶽
石維嶽（1569年—？年），字大治，號五峯，直隸永平府灤州人，明朝政治人物。

## 生平
萬曆二十八年（1600年）庚子顺天府鄉試五十名舉人，萬曆三十八年（1610年）庚戌科會試七十七名，第三甲第七十八名進士。兵部觀政，授河南開封府中牟知縣，四十一年被論，降補河東鹽運司知事，四十四年陞四川龍安府推官。擢刑部山西司主事，天啓三年（1623年）七月奉命往关外审决。累官怀庆府知府。

## 家族
曾祖石傑，鳳陽大使；祖石礦，寧夏審理；父石璞，順德大使；母王氏。永感下，妻謝氏，兄維岱（庠生），弟維岩；維巘；維崗；維岫。子石甫；石申；石周。